# Armistizio lungo
L'armistizio di Malta (detto anche armistizio lungo) fu un armistizio, siglato durante la seconda guerra mondiale, il 29 settembre del 1943, nelle acque antistanti l'isola di Malta.
Venne firmato alle 11:30 a bordo della corazzata britannica HMS Nelson dal generale Dwight D. Eisenhower per gli Alleati e dal maresciallo Badoglio per il Regno d'Italia e constava di 44 articoli. Il nome ufficiale in italiano è Condizioni aggiuntive di armistizio con l'Italia mentre quello in inglese è Instrument of surrender of Italy.

## Contenuto
In esso vennero precisate le condizioni di resa imposte al Regno d'Italia dagli Alleati nell'ambito della seconda guerra mondiale. Il testo precisava le disposizioni della resa senza condizioni già contenute genericamente nell'armistizio di Cassibile (detto anche armistizio corto) firmato il 3 settembre dal generale Giuseppe Castellano.
Al suo interno vengono precisati i dodici punti contenuti nell'armistizio corto e ne vengono aggiunti altri tra cui:
- Art. 29. Benito Mussolini, i suoi principali associati fascisti e tutte le persone sospette di aver commesso delitti di guerra o reati analoghi […] saranno immediatamente arrestati e consegnati alle Forze delle Nazioni Unite.
- Art. 30. Tutte le organizzazioni fasciste, compresi tutti i rami della milizia fascista (Milizia Volontaria per la Sicurezza Nazionale), la polizia segreta (OVRA) e le organizzazioni della Gioventù Fascista saranno, se questo non sia già stato fatto, sciolte in conformità alle disposizioni del Comandante Supremo delle Forze Alleate. Il Governo italiano si conformerà a tutte le ulteriori direttive che le Nazioni Unite potranno dare per l'abolizione delle istituzioni fasciste, il licenziamento ed internamento del personale fascista, il controllo dei fondi fascisti, la soppressione dell'ideologia e dell'insegnamento fascista.
- Art. 31. Tutte le leggi italiane che implicano discriminazioni di razza, colore, fede od opinione politica saranno, se questo non sia già stato fatto, abrogate, e le persone detenute per tali ragioni saranno, secondo gli ordini delle Nazioni Unite, liberate e sciolte da qualsiasi impedimento legale a cui siano state sottomesse.
- Art. 33 (A). Il Governo italiano adempirà le istruzioni che le Nazioni Unite potranno impartire riguardo alla restituzione, consegna, servizi o pagamenti quale indennizzo (payments by reparation of war) e pagamento delle spese di occupazione.
- Art. 37. Verrà nominata una commissione di controllo che rappresenterà le Nazioni Unite, incaricata di regolare ed eseguire il presente atto in base agli ordini e alle direttive generali del Comandante Supremo delle Forze Alleate.

L'armistizio si configurava come una resa senza condizioni, che includeva anche la possibilità per il governo del Regno del Sud di dichiarare guerra alla Germania nazista, il che avverrà il 13 ottobre 1943.